# Enrique Pulgar Lucas
Enrique Orlando Pulgar Lucas (Huánuco, 10 de noviembre de 1964) es un contador, empresario y político peruano. Fue congresista de la república durante el periodo 1995-2000.

## Biografía
Nació en el departamento de Huánuco, el 10 de noviembre de 1964. Es hijo de Gerardo Pulgar Alvarado y de Dina Lucas Ureta. Es también hermano de Antonio Pulgar Lucas.
Realizó sus estudios escolares en el colegio Nacional Leoncio Prado y sus estudios superiores de Contabilidad en el Instituto Aparicio Pomares y en la Universidad Nacional Hermilio Valdizán.
Fue elegido como el mejor empresario de Huánuco por la empresa Impala y la revista Huánuco, es empresario de transporte de carga pesada a nivel nacional y distribuidor de una compañía de cerveza.

### Carrera política
Su carrera política comenzó cuando fue candidato al Congreso de la República por la alianza CODE-País Posible de Alejandro Toledo en las elecciones parlamentarias del año 1995. Logró ser elegido con 4,145 votos para el periodo parlamentario 1995-2000.
Pulgar generó polémica debido a que, junto con el también congresista Dennis Vargas, decidió alejarse de CODE-País Posible para luego pasarse a las filas de la bancada oficialista Cambio 90 - Nueva Mayoría de Alberto Fujimori, formando parte de los tránsfugas del fujimorismo reclutados por Vladimiro Montesinos. En su labor como congresista fue vicepresidente de la Comisión Revisora de la Cuenta General de la República.